# Kenny Guinn
Kenneth Carroll "Kenny" Guinn, född 24 augusti 1936 i Garland, Arkansas, död 22 juli 2010 i Las Vegas, Nevada, var en amerikansk politiker. Han var delstaten Nevadas 27:e guvernör 1999-2007.
Guinn var medlem av republikanska partiet och hörde till episkopaliska kyrkan. Han föddes i Arkansas och växte upp i Kalifornien. Han gifte sig med sin hustru Dema i Reno 1956. De fick två söner, Jeff och Steve.
Han avlade sin doktorsexamen i pedagogik vid Utah State University. 1994 tjänstgjorde han som tf. rektor för University of Nevada, Las Vegas och som guvernör profilerade han sig inom utbildningspolitiken.
Guinn blev 22 maj 2007 styrelseledamot i MGM Mirage. Den 22 juli 2010 höll han på med att reparera sitt tak då han fick ett sjukdomsanfall, föll från taket och dog.